# 瀬木耿太郎
瀬木 耿太郎（せぎ こうたろう、1932年9月27日 - ）は、日本のエコノミスト、評論家。

## 略歴
本名・関岡正弘。福岡県生まれ。東京大学工学部および経済学部卒業。オイルエコノミストとして、世界石油産業の現場に身を置きながら、石油産業、国際石油情勢、メジャーとOPECについて分析・評論を書く。のち東京国際大学教授。

## 著書
- 『石油はなぜあがる 新石油読本』毎日新聞社 1980
- 『中東情勢を見る眼』1984 岩波新書
- 『石油を支配する者』1988 (岩波新書)
- 『大恐慌の謎の経済学 カジノ社会が崩壊する日』関岡正弘 ダイヤモンド社 1989
- 『マネー文明の経済学 膨張するストックの時代』関岡正弘 ダイヤモンド社 1990
- 『湾岸戦争日本はどうなる 危機に瀕するパックス・アメリカーナ』ダイヤモンド社 1991
- 『「1929年大恐慌」の謎 経済学の大家たちは、なぜ解明できなかったのか』関岡正弘 PHP研究所 2009

### 翻訳
- ロバート・エングラー『オイル・ロビー』毎日新聞社 1981